# Zamia obliqua
Zamia obliqua är en kärlväxtart som beskrevs av Alexander Karl Heinrich Braun. Zamia obliqua ingår i släktet Zamia och familjen Zamiaceae. IUCN kategoriserar arten globalt som nära hotad. Inga underarter finns listade i Catalogue of Life.